# Luzilândia (kommun)
Luzilândia är en kommun i Brasilien.   Den ligger i delstaten Piauí, i den nordöstra delen av landet, 1 500 km norr om huvudstaden Brasília. Antalet invånare är 24 711.
Följande samhällen finns i Luzilândia:
- Luzilândia

Omgivningarna runt Luzilândia är huvudsakligen savann. Runt Luzilândia är det ganska glesbefolkat, med 32 invånare per kvadratkilometer.